# 보건의료정보관리사
보건의료정보관리사는 의료 및 보건지도 등에 관한 기록 및 정보의 분류ㆍ확인ㆍ유지ㆍ관리를 주된 업무로 하는 사람을 말한다.

## 수행직무
보건의료정보관리사는 의료기관에서의 의료 및 보건지도 등에 관한 기록 및 정보의 분류ㆍ확인ㆍ유지ㆍ관리에 관한 다음의 구분에 따른 업무를 수행한다. 

1. 보건의료정보의 분석
2. 보건의료정보의 전사(轉寫)
3. 암 등록
4. 진료통계 관리
5. 질병ㆍ사인(死因)ㆍ의료행위의 분류
6. 그 밖에 의료기관에서의 의료 및 보건지도 등에 관한 기록 및 정보의 분류ㆍ확인ㆍ유지ㆍ관리에 관한 업무